# Cleome gobica
Cleome gobica là một loài thực vật có hoa trong họ Màng màng. Loài này được Grubov mô tả khoa học đầu tiên năm 1982.